# ウィリアム・ディヴェイン
ウィリアム・ディヴェイン（William Devane, 1939年9月5日 - ）は、アメリカ合衆国の俳優。

## 来歴
1939年、のちにアメリカ合衆国大統領となる当時のニューヨーク州知事フランクリン・ルーズベルトの運転手を務めていた父ヨセフ・デヴェインの息子として、ニューヨーク州オールバニに生まれる。
1962年にアメリカン・アカデミー・オブ・ドラマティック・アーツを卒業したのち、アクの強いマスクと舞台出身の確かな演技力で1960年代後半から息の長い活躍を続けている。1966年にオフ・ブロードウェイの舞台『MacBird!』でロバート・ケネディを演じ、1974年にはABCのドキュメンタリードラマ『The Missiles of October』でジョン・F・ケネディを演じた。1983年から出演したCBSの人気ドラマ『Knots Landing』では脚本と監督を担当したこともある。
2000年代にはテレビドラマ『24 -TWENTY FOUR-』の第4シーズンから第6シーズンにかけてジェームズ・ヘラー国防長官役で出演し、2014年放送の第9シーズン『24 -TWENTY FOUR- リブ・アナザー・デイ』では大統領となったジェームズ・ヘラーを演じている。
また、『スターゲイトSG-1』第7シーズンの終盤において、アメリカ合衆国大統領のヘンリー・ヘイズを演じる。ヘイズ大統領がSG-1のテレビ放送で登場するのはたった3話であるが、その後に制作された長編にも同じ役で再出演を果たしている。
趣味のゴルフではプロ顔負けの腕前を誇り、イタリアン・レストランを経営するなどビジネスにも手腕を発揮しているという。

## 主な出演作品

### 映画
- ギャンブラー McCabe & Mrs. Miller (1971)
- ファミリー・プロット Family Plot (1976)
- マラソンマン Marathon Man (1976)
- がんばれ!ベアーズ 特訓中 The Bad News Bears in Breaking Training (1977)
- ローリング・サンダー Rolling Thunder (1977)
- ザ・ダーク The Dark (1979)
- ヤンクス Yanks (1979)
- テスタメント Testament (1983)
- テロリスト・ゲーム2/危険な標的 Night Watch (1995)
- ペイバック Payback (1999)
- スペース カウボーイ Space Cowboys (2000)
- インビジブル Hollow Man (2000)
- スペース・ミッション 宇宙への挑戦 Race to Space (2001)
- ダークナイト ライジング The Dark Knight Rises (2012)
- インターステラー Interstellar (2014)

### テレビシリーズ
- NYPD 特捜刑事 N.Y.P.D. (1967-1969)
- 鬼警部アイアンサイド Ironside (1972-1973)
- ガンスモーク Gunsmoke (1973)
- マニックス Mannix (1974) - ゲスト出演
- 探偵スヌープ姉妹 The Snoop Sisters (1974) - ゲスト出演
- 地上より永遠に From Here to Eternity (1979)
- 新スーパーマン Lois & Clark: The New Adventures of Superman (1994) - ゲスト出演
- X-ファイル The X-Files (2002) - ゲスト出演
- ザ・ホワイトハウス The West Wing (2003) - ゲスト出演
- スターゲイト SG-1 Stargate SG-1 (2004)
- 24 -TWENTY FOUR- 第4〜6シーズン 24 (2005-2014)
- 恋するブライアン What About Brian (2006-2007)
- キング・オブ・ザ・ヒル King of the Hill (2010) - ゲスト出演
- サイク/名探偵はサイキック? Psych (2010) - ゲスト出演
- NCIS 〜ネイビー犯罪捜査班 NCIS (2010) - ゲスト出演
- リベンジ Revenge (2012)
- 24 -TWENTY FOUR- リブ・アナザー・デイ 24: Live Another Day (2014)
- ロブ・ロウの敏腕ドラマ弁護士 The Grinder (2015)
- ボッシュ:受け継がれるもの : BOSCH:LEGACY (2022) -ゲスト出演